# La mia favola
La mia favola è un album raccolta del 2010 che contiene i primi album di Renato Zero (da No! Mamma, no! ad EroZero) rimasterizzati.

## Tracce

### Album rimasterizzati
1. No! Mamma, no! (1973) – 35:18
2. Invenzioni (1974) – 32:09
3. Trapezio (1976) – 43:58
4. Zerofobia (1977) – 38:10
5. Zerolandia (1978) – 42:59
6. EroZero (1979) – 39:34